# Austrian Volley League (2023/2024)
Austrian Volley League 2023/2024 (oficjalna nazwa ze względów sponsorskich: powerfusion Volley League 2023/2024) − 63. sezon mistrzostw Austrii w piłce siatkowej zorganizowany przez Austriacki Związek Piłki Siatkowej (Österreichischer Volleyballverband, ÖVV). Zainaugurowany został 30 września 2023 roku i trwał do 27 kwietnia 2024 roku.
W Austrian Volley League w sezonie 2023/2024 uczestniczyło 10 drużyn. Rozgrywki składały się z fazy zasadniczej oraz fazy play-off. W fazie zasadniczej zespoły rozegrały między sobą po dwa mecze. Osiem najlepszych drużyn awansowało do fazy play-off, która obejmowała ćwierćfinały, mecze o miejsca 5-8, półfinały, mecze o 3. miejsce oraz finały.
Po raz dwunasty, jednocześnie drugi raz z rzędu, mistrzem Austrii został Hypo Tirol Volleyballteam, który w finałach fazy play-off pokonał TSV Raiffeisen Hartberg. Trzecie miejsce zajął SK Zadruga Aich/Dob.
Sponsorem tytularnym rozgrywek było przedsiębiorstwo powerfusion.

## System rozgrywek
Powerfusion Volley League w sezonie 2023/2024 składała się z fazy zasadniczej oraz fazy play-off.
Faza zasadnicza

W fazie zasadniczej drużyny rozegrały ze sobą po dwa spotkania systemem kołowym (mecz u siebie i rewanż na wyjeździe). Osiem najlepszych zespołów awansowało do fazy play-off, dwa najsłabsze natomiast trafiły do baraży.
Faza play-off

Faza play-off obejmowała ćwierćfinały, mecze o miejsca 5-8, półfinały, mecze o 3. miejsce oraz finały.
Ćwierćfinały

Ćwierćfinałowe pary utworzone zostały na podstawie miejsc zajętych przez poszczególne drużyny w fazie zasadniczej według klucza:
- para 1: 1-8;
- para 2: 2-7;
- para 3: 3-6;
- para 4: 4-5.

Rywalizacja toczyła się do dwóch zwycięstw. Gospodarzem pierwszego spotkania był zespół, który w fazie zasadniczej zajął niższe miejsce, natomiast drugiego i trzeciego meczu – ten, który w fazie zasadniczej zajął wyższą pozycję. Zwycięzcy w parach awansowali do półfinałów, przegrani natomiast grali o miejsca 5-8.
Mecze o miejsca 5-8

Pary w serii meczów o miejsca 5-8 powstały zgodnie z kluczem:
- para 1: przegrany w ćwierćfinałowej parze 1-8 – przegrany w ćwierćfinałowej parze 4-5;
- para 2: przegrany w ćwierćfinałowej parze 2-7 – przegrany w ćwierćfinałowej parze 3-6.

Zwycięzcy w parach grali o 5. miejsce, przegrani natomiast o 7. miejsce. We wszystkich rundach drużyny w ramach pary rozgrywały dwumecz. O zwycięstwie w parze decydowała liczba zdobytych punktów. Za zwycięstwo 3:0 lub 3:1 zespół otrzymywał 3 punkty, za zwycięstwo 3:2 – 2 punkty, za porażkę 2:3 – 1 punkt, natomiast za porażkę 1:3 lub 0:3 – 0 punktów. Jeżeli po rozegraniu dwumeczu obie drużyny miały taką samą liczbę punktów, rozgrywany był tzw. złoty set do 15 punktów z dwoma punktami przewagi jednej z drużyn. Gospodarzem pierwszego meczu w parze był zespół, który w fazie zasadniczej zajął niższe miejsce.
Półfinały

Półfinałowe pary utworzone zostały zgodnie z kluczem:
- para 1: zwycięzca w ćwierćfinałowej parze 1-8 – zwycięzca w ćwierćfinałowej parze 4-5;
- para 2: zwycięzca w ćwierćfinałowej parze 2-7 – zwycięzca w ćwierćfinałowej parze 3-6.

Rywalizacja toczyła się do trzech zwycięstw ze zmianą gospodarza po każdym meczu, chyba że zespoły ustaliły inną kolejność. Gospodarzem pierwszego spotkania w parze był zespół, który w fazie zasadniczej zajął wyższe miejsce. Zwycięzcy w parach awansowali do finałów, przegrani natomiast grali o 3. miejsce.
Mecze o 3. miejsce

Drużyny o 3. miejsce grały w serii do dwóch zwycięstw ze zmianą gospodarza po każdym meczu. Gospodarzem pierwszego spotkania był zespół, który w fazie zasadniczej zajął wyższe miejsce.
Finały

W finałach drużyny grały w serii do czterech zwycięstw ze zmianą gospodarza po każdym meczu. Gospodarzem pierwszego spotkania był zespół, który w fazie zasadniczej zajął wyższe miejsce.
Baraże

W barażach uczestniczyło 6 drużyn: te, które w fazie zasadniczej powerfusion Volley League zajęły miejsca 9-10 oraz po dwa najlepsze zespoły fazy zasadniczej grup 1 i 2 Austrian Volley League 2. Rozegrały one między sobą po dwa spotkania systemem kołowym (mecz u siebie i rewanż na wyjeździe), z wyjątkiem drużyn z tych samych rozgrywek, w przypadku których zaliczone zostały spotkania z fazy zasadniczej. Dwa najlepsze zespoły po rozegraniu wszystkich meczów uzyskały prawo gry w najwyższej klasie rozgrywkowej w sezonie 2024/2025.

## Drużyny uczestniczące
W powerfusion Volley League w sezonie 2023/2024 uczestniczyło 10 drużyn. W porównaniu z poprzednim sezonem żaden zespół nie dołączył do rozgrywek.
| powerfusion Volley League 2023/2024                                                   | powerfusion Volley League 2023/2024 |                                |
| ------------------------------------------------------------------------------------- | ----------------------------------- | ------------------------------ |
| Hypo Tirol Volleyballteam                                                             | 1                                   | el. Ligi Mistrzów • Puchar CEV |
| SK Zadruga Aich/Dob                                                                   | 2                                   | Puchar CEV                     |
| TSV Raiffeisen Hartberg                                                               | 3                                   | Puchar CEV                     |
| UVC McDonalds Ried/Innkreis                                                           | 4                                   | Puchar Challenge               |
| VCA Amstetten Niederösterreich                                                        | 5                                   | Puchar Challenge               |
| Union Raiffeisen Waldviertel                                                          | 6                                   |                                |
| UVC Holding Graz                                                                      | 7                                   |                                |
| VBC TLC Weiz                                                                          | 8                                   |                                |
| TJ Sokol V/Post SV Wien                                                               | 9                                   |                                |
| VBK Wörther-See-Löwen Klagenfurt                                                      | 10                                  |                                |
| Oznaczenia: - kolumna druga – miejsce zajęte przez daną drużynę w poprzednim sezonie. |                                     |                                |

## Hale sportowe
| Drużyna                          | Hala sportowa                                         | Miejscowość              | *     |
| -------------------------------- | ----------------------------------------------------- | ------------------------ | ----- |
| Hypo Tirol Volleyballteam        | Universitäts-Sportinstitut Innsbruck (USI) – Halle 40 | Innsbruck                |       |
| SK Zadruga Aich/Dob              | JUFA Arena                                            | Bleiburg                 |       |
| TJ Sokol V/Post SV Wien          | Posthalle (Schumanngasse 101)                         | Wiedeń                   |       |
| TSV Raiffeisen Hartberg          | Stadtwerke Hartberg-Halle                             | Hartberg                 |       |
| Union Raiffeisen Waldviertel     | Stadthalle                                            | Zwettl                   |       |
| UVC Holding Graz                 | Raiffeisen Sportpark                                  | Graz                     |       |
| UVC McDonalds Ried/Innkreis      | Raiffeisen Volleydome                                 | Ried im Innkreis         |       |
| VBC TLC Weiz                     | ASKÖ Sportcenter Graz-Eggenberg – A-Halle             | Graz                     | [ a ] |
| VBC TLC Weiz                     | Sporthalle 2 der Mittelschule (Offenburger Gasse 17)  | Weiz                     | [ a ] |
| VBK Wörther-See-Löwen Klagenfurt | Sportpark Halle                                       | Klagenfurt am Wörthersee | [ b ] |
| VBK Wörther-See-Löwen Klagenfurt | BG/BRG Lerchenfeld                                    | Klagenfurt am Wörthersee | [ b ] |
| VCA Amstetten Niederösterreich   | Johann Pölz Halle                                     | Amstetten                |       |
| Źródło:                          |                                                       |                          |       |

## Trenerzy
| Drużyna                          | Trener                  | Asystent trenera   | *      |
| -------------------------------- | ----------------------- | ------------------ | ------ |
| Hypo Tirol Volleyballteam        | Štefan Chrtiansky       | Daniel Končal      | [ 13 ] |
| SK Zadruga Aich/Dob              | Lucio Oro               | Marco Robinig      | [ 14 ] |
| TJ Sokol V/Post SV Wien          | Željko Grbić            | Vladan Ilić        | [ 15 ] |
| TSV Raiffeisen Hartberg          | Markus Hirczy           | —                  | [ 16 ] |
| Union Raiffeisen Waldviertel     | Zdeněk Šmejkal          | Michał Peciakowski | [ 17 ] |
| UVC Holding Graz                 | Zoltán Mózer            | Martin Appel       | [ 18 ] |
| UVC McDonalds Ried/Innkreis      | Manuel Leitgeb          | —                  | [ 19 ] |
| VBC TLC Weiz                     | Andrej Urnaut           | —                  | [ 20 ] |
| VBK Wörther-See-Löwen Klagenfurt | Jiří Siller             | —                  | [ 21 ] |
| VCA Amstetten Niederösterreich   | Michael Henschke (p.o.) | Amer Zecevic       | [ c ]  |

### Zmiany trenerów
| Klub                             | Były trener      | Data odejścia | Nowy trener             | Data przyjścia | *      |
| -------------------------------- | ---------------- | ------------- | ----------------------- | -------------- | ------ |
| Przed sezonem                    |                  |               |                         |                |        |
| SK Zadruga Aich/Dob              | Zoran Kedačič    |               | Michael Murauer         |                | [ 22 ] |
| TJ Sokol V/Post SV Wien          | Jiří Siller      |               | Željko Grbić            |                | [ 23 ] |
| UVC McDonalds Ried/Innkreis      | Dominik Kefer    |               | Manuel Leitgeb          |                | [ 24 ] |
| VBC TLC Weiz                     | Michael Murauer  |               | Andrej Urnaut           |                | [ 25 ] |
| VBK Wörther-See-Löwen Klagenfurt | Hansi Huber      |               | Jiří Siller             |                |        |
| VCA Amstetten Niederösterreich   | Arie Brokking    |               | Tomás Galimberti        |                | [ 26 ] |
| W trakcie sezonu                 |                  |               |                         |                |        |
| SK Zadruga Aich/Dob              | Michael Murauer  | 26.11.2023    | Lucio Oro               | 30.11.2023     | [ 27 ] |
| VCA Amstetten Niederösterreich   | Tomás Galimberti | 1.12.2023     | Michael Henschke (p.o.) | —              | [ 28 ] |

## Faza zasadnicza

### Tabela wyników
| Gospodarz \ Gość1                | TIR | AIC | HAR | RIE | AMS | WAL | GRA | WEI | SOK | KLG |
| -------------------------------- | --- | --- | --- | --- | --- | --- | --- | --- | --- | --- |
| Hypo Tirol Volleyballteam        | -   | 3:0 | 3:2 | 3:0 | 3:0 | 3:1 | 3:0 | 3:1 | 3:0 | 3:0 |
| SK Zadruga Aich/Dob              | 0:3 | -   | 2:3 | 3:0 | 3:0 | 3:0 | 3:1 | 3:1 | 3:2 | 3:0 |
| TSV Raiffeisen Hartberg          | 1:3 | 3:0 | -   | 3:1 | 3:0 | 2:3 | 3:2 | 3:0 | 3:1 | 3:0 |
| UVC McDonalds Ried/Innkreis      | 0:3 | 0:3 | 0:3 | -   | 3:0 | 2:3 | 0:3 | 3:1 | 3:1 | 3:1 |
| VCA Amstetten Niederösterreich   | 0:3 | 0:3 | 3:1 | 1:3 | -   | 0:3 | 1:3 | 3:2 | 2:3 | 2:3 |
| Union Raiffeisen Waldviertel     | 2:3 | 3:1 | 1:3 | 3:0 | 3:2 | -   | 3:0 | 3:0 | 3:2 | 3:0 |
| UVC Holding Graz                 | 2:3 | 3:0 | 0:3 | 1:3 | 3:0 | 1:3 | -   | 3:1 | 0:3 | 3:0 |
| VBC TLC Weiz                     | 0:3 | 0:3 | 0:3 | 2:3 | 3:1 | 0:3 | 0:3 | -   | 1:3 | 0:3 |
| TJ Sokol V/Post SV Wien          | 2:3 | 0:3 | 0:3 | 0:3 | 3:1 | 3:2 | 0:3 | 3:0 | -   | 3:1 |
| VBK Wörther-See-Löwen Klagenfurt | 1:3 | 0:3 | 1:3 | 0:3 | 0:3 | 2:3 | 0:3 | 3:0 | 1:3 | -   |

Źródło: 
1 Drużyna gospodarzy jest wymieniona po lewej stronie tabeli.
Kolory:
  zwycięstwo gospodarzy 3:0 lub 3:1
  zwycięstwo gospodarzy 3:2
  zwycięstwo gości 3:0 lub 3:1
  zwycięstwo gości 3:2

### Terminarz i wyniki spotkań
| Data                                                            | Godz. | Gospodarz                        | Rezultat                                | Gość                             | Widzów |
| --------------------------------------------------------------- | ----- | -------------------------------- | --------------------------------------- | -------------------------------- | ------ |
| 1. KOLEJKA                                                      |       |                                  |                                         |                                  |        |
| 30.09.2023                                                      | 19:00 | Union Raiffeisen Waldviertel     | 1:3 (20:25, 18:25, 25:21, 21:25)        | TSV Raiffeisen Hartberg          | 356    |
| 30.09.2023                                                      | 16:30 | VBK Wörther-See-Löwen Klagenfurt | 3:0 (27:25, 25:15, 25:11)               | VBC TLC Weiz                     | 73     |
| 30.09.2023                                                      | 18:00 | Hypo Tirol Volleyballteam        | 3:0 (25:17, 27:25, 25:17)               | VCA Amstetten Niederösterreich   | 250    |
| 30.09.2023                                                      | 20:00 | UVC Holding Graz                 | 3:0 (25:21, 25:21, 25:20)               | SK Zadruga Aich/Dob              | 614    |
| 30.09.2023                                                      | 19:00 | TJ Sokol V/Post SV Wien          | 0:3 (22:25, 17:25, 24:26)               | UVC McDonalds Ried/Innkreis      | 203    |
| 2. KOLEJKA                                                      |       |                                  |                                         |                                  |        |
| 7.10.2023                                                       | 19:00 | VBC TLC Weiz                     | 0:3 (22:25, 10:25, 25:27)               | Hypo Tirol Volleyballteam        | 185    |
| 6.10.2023                                                       | 20:30 | TSV Raiffeisen Hartberg          | 3:0 (25:23, 25:16, 26:24)               | VBK Wörther-See-Löwen Klagenfurt | 250    |
| 8.10.2023                                                       | 20:15 | UVC McDonalds Ried/Innkreis      | 2:3 (15:25, 25:22, 25:19, 15:25, 10:15) | Union Raiffeisen Waldviertel     | 310    |
| 7.10.2023                                                       | 19:00 | SK Zadruga Aich/Dob              | 3:2 (25:20, 23:25, 13:25, 25:20, 15:12) | TJ Sokol V/Post SV Wien          | bd.    |
| 8.10.2023                                                       | 16:30 | VCA Amstetten Niederösterreich   | 1:3 (23:25, 25:22, 24:26, 31:33)        | UVC Holding Graz                 | 160    |
| 3. KOLEJKA                                                      |       |                                  |                                         |                                  |        |
| 14.10.2023                                                      | 18:00 | Hypo Tirol Volleyballteam        | 3:0 (25:18, 26:24, 25:20)               | UVC McDonalds Ried/Innkreis      | bd.    |
| 14.10.2023                                                      | 19:00 | VBC TLC Weiz                     | 3:1 (25:23, 23:25, 29:27, 25:21)        | VCA Amstetten Niederösterreich   | bd.    |
| 14.10.2023                                                      | 20:15 | Union Raiffeisen Waldviertel     | 3:1 (26:24, 25:15, 17:25, 25:22)        | SK Zadruga Aich/Dob              | 586    |
| 14.10.2023                                                      | 16:30 | VBK Wörther-See-Löwen Klagenfurt | 0:3 (19:25, 20:25, 24:26)               | UVC Holding Graz                 | 150    |
| 13.10.2023                                                      | 20:30 | TSV Raiffeisen Hartberg          | 3:1 (25:21, 25:18, 21:25, 28:26)        | TJ Sokol V/Post SV Wien          | bd.    |
| 4. KOLEJKA                                                      |       |                                  |                                         |                                  |        |
| 21.10.2023                                                      | 17:30 | UVC Holding Graz                 | 3:1 (25:16, 25:16, 18:25, 25:20)        | VBC TLC Weiz                     | 407    |
| 21.10.2023                                                      | 19:00 | SK Zadruga Aich/Dob              | 0:3 (18:25, 22:25, 22:25)               | Hypo Tirol Volleyballteam        | 311    |
| 21.10.2023                                                      | 16:30 | TJ Sokol V/Post SV Wien          | 3:1 (25:20, 25:21, 23:25, 25:15)        | VBK Wörther-See-Löwen Klagenfurt | 152    |
| 21.10.2023                                                      | 18:00 | UVC McDonalds Ried/Innkreis      | 0:3 (23:25, 24:26, 18:25)               | TSV Raiffeisen Hartberg          | 260    |
| 20.10.2023                                                      | 18:30 | VCA Amstetten Niederösterreich   | 0:3 (21:25, 18:25, 18:25)               | Union Raiffeisen Waldviertel     | 63     |
| 5. KOLEJKA                                                      |       |                                  |                                         |                                  |        |
| 28.10.2023                                                      | 19:00 | Union Raiffeisen Waldviertel     | 3:2 (31:29, 25:18, 22:25, 23:25, 15:12) | TJ Sokol V/Post SV Wien          | 457    |
| 28.10.2023                                                      | 18:00 | VBK Wörther-See-Löwen Klagenfurt | 0:3 (22:25, 23:25, 19:25)               | VCA Amstetten Niederösterreich   | bd.    |
| 28.10.2023                                                      | 18:00 | UVC McDonalds Ried/Innkreis      | 3:1 (25:17, 20:25, 25:22, 25:18)        | VBC TLC Weiz                     | 210    |
| 18.12.2023                                                      | 20:15 | Hypo Tirol Volleyballteam        | 3:0 (25:18, 25:17, 25:19)               | UVC Holding Graz                 | 300    |
| 28.10.2023                                                      | 19:30 | TSV Raiffeisen Hartberg          | 3:0 (25:16, 25:19, 25:15)               | SK Zadruga Aich/Dob              | bd.    |
| 6. KOLEJKA                                                      |       |                                  |                                         |                                  |        |
| 4.11.2023                                                       | 16:30 | VBK Wörther-See-Löwen Klagenfurt | 0:3 (23:25, 23:25, 20:25)               | UVC McDonalds Ried/Innkreis      | 100    |
| 4.11.2023                                                       | 19:00 | Union Raiffeisen Waldviertel     | 2:3 (14:25, 18:25, 25:21, 25:18, 12:15) | Hypo Tirol Volleyballteam        | 582    |
| 4.11.2023                                                       | 18:00 | VBC TLC Weiz                     | 1:3 (20:25, 25:22, 21:25, 21:25)        | TJ Sokol V/Post SV Wien          | 45     |
| 5.11.2023                                                       | 18:30 | UVC Holding Graz                 | 0:3 (22:25, 15:25, 13:25)               | TSV Raiffeisen Hartberg          | 832    |
| 4.11.2023                                                       | 18:30 | VCA Amstetten Niederösterreich   | 0:3 (20:25, 16:25, 22:25)               | SK Zadruga Aich/Dob              | 45     |
| 7. KOLEJKA                                                      |       |                                  |                                         |                                  |        |
| 4.02.2024                                                       | 15:00 | Hypo Tirol Volleyballteam        | 3:0 (25:17, 25:15, 25:17)               | TJ Sokol V/Post SV Wien          | 150    |
| 11.11.2023                                                      | 16:30 | VBK Wörther-See-Löwen Klagenfurt | 0:3 (18:25, 24:26, 20:25)               | SK Zadruga Aich/Dob              | 120    |
| 21.01.2024                                                      | 17:00 | TSV Raiffeisen Hartberg          | 3:0 (25:22, 25:22, 25:14)               | VCA Amstetten Niederösterreich   | 157    |
| 11.11.2023                                                      | 18:00 | UVC McDonalds Ried/Innkreis      | 0:3 (19:25, 17:25, 22:25)               | UVC Holding Graz                 | 487    |
| 11.11.2023                                                      | 19:00 | VBC TLC Weiz                     | 0:3 (19:25, 18:25, 18:25)               | Union Raiffeisen Waldviertel     | bd.    |
| 8. KOLEJKA                                                      |       |                                  |                                         |                                  |        |
| 19.11.2023                                                      | 18:30 | UVC Holding Graz                 | 1:3 (25:18, 21:25, 26:28, 20:25)        | Union Raiffeisen Waldviertel     | 342    |
| 18.11.2023                                                      | 18:30 | VCA Amstetten Niederösterreich   | 2:3 (12:25, 19:25, 25:23, 25:23, 9:15)  | TJ Sokol V/Post SV Wien          | 142    |
| 18.11.2023                                                      | 16:30 | VBK Wörther-See-Löwen Klagenfurt | 1:3 (25:23, 21:25, 15:25, 22:25)        | Hypo Tirol Volleyballteam        | 109    |
| 18.11.2023                                                      | 19:30 | TSV Raiffeisen Hartberg          | 3:0 (26:24, 25:12, 25:22)               | VBC TLC Weiz                     | 280    |
| 18.11.2023                                                      | 19:00 | SK Zadruga Aich/Dob              | 3:0 (25:17, 25:20, 25:17)               | UVC McDonalds Ried/Innkreis      | 238    |
| 9. KOLEJKA                                                      |       |                                  |                                         |                                  |        |
| 25.11.2023                                                      | 19:00 | Union Raiffeisen Waldviertel     | 3:0 (25:21, 25:19, 25:22)               | VBK Wörther-See-Löwen Klagenfurt | 478    |
| 25.11.2023                                                      | 19:00 | TJ Sokol V/Post SV Wien          | 0:3 (19:25, 20:25, 18:25)               | UVC Holding Graz                 | 213    |
| 25.11.2023                                                      | 18:00 | UVC McDonalds Ried/Innkreis      | 3:0 (25:15, 25:19, 25:22)               | VCA Amstetten Niederösterreich   | 410    |
| 25.11.2023                                                      | 18:00 | Hypo Tirol Volleyballteam        | 3:2 (25:11, 25:22, 19:25, 22:25, 15:10) | TSV Raiffeisen Hartberg          | 300    |
| 25.11.2023                                                      | 19:00 | VBC TLC Weiz                     | 0:3 (29:31, 20:25, 21:25)               | SK Zadruga Aich/Dob              | 57     |
| 10. KOLEJKA                                                     |       |                                  |                                         |                                  |        |
| 2.12.2023                                                       | 19:00 | TSV Raiffeisen Hartberg          | 2:3 (23:25, 25:20, 25:19, 20:25, 12:15) | Union Raiffeisen Waldviertel     | bd.    |
| 29.11.2023                                                      | 20:30 | VBC TLC Weiz                     | 0:3 (14:25, 17:25, 20:25)               | VBK Wörther-See-Löwen Klagenfurt | bd.    |
| 2.12.2023                                                       | 18:30 | VCA Amstetten Niederösterreich   | 0:3 (18:25, 19:25, 18:25)               | Hypo Tirol Volleyballteam        | 50     |
| 2.12.2023                                                       | 19:00 | SK Zadruga Aich/Dob              | 3:1 (25:12, 25:23, 19:25, 25:23)        | UVC Holding Graz                 | 200    |
| 2.12.2023                                                       | 18:00 | UVC McDonalds Ried/Innkreis      | 3:1 (25:20, 25:17, 21:25, 27:25)        | TJ Sokol V/Post SV Wien          | bd.    |
| 11. KOLEJKA                                                     |       |                                  |                                         |                                  |        |
| 9.12.2023                                                       | 18:00 | Hypo Tirol Volleyballteam        | 3:1 (25:18, 23:25, 25:15, 25:14)        | VBC TLC Weiz                     | 280    |
| 9.12.2023                                                       | 16:30 | VBK Wörther-See-Löwen Klagenfurt | 1:3 (25:27, 15:25, 25:20, 22:25)        | TSV Raiffeisen Hartberg          | 91     |
| 9.12.2023                                                       | 19:00 | Union Raiffeisen Waldviertel     | 3:0 (25:23, 26:24, 25:20)               | UVC McDonalds Ried/Innkreis      | 384    |
| 9.12.2023                                                       | 19:00 | TJ Sokol V/Post SV Wien          | 0:3 (23:25, 19:25, 22:25)               | SK Zadruga Aich/Dob              | 65     |
| 11.12.2023                                                      | 20:15 | UVC Holding Graz                 | 3:0 (25:17, 25:23, 25:19)               | VCA Amstetten Niederösterreich   | 631    |
| 12. KOLEJKA                                                     |       |                                  |                                         |                                  |        |
| 16.12.2023                                                      | 18:00 | UVC McDonalds Ried/Innkreis      | 0:3 (18:25, 18:25, 13:25)               | Hypo Tirol Volleyballteam        | 247    |
| 17.12.2023                                                      | 16:30 | VCA Amstetten Niederösterreich   | 3:2 (24:26, 25:21, 23:25, 25:15, 15:6)  | VBC TLC Weiz                     | 65     |
| 16.12.2024                                                      | 19:00 | SK Zadruga Aich/Dob              | 3:0 (25:18, 25:15, 25:22)               | Union Raiffeisen Waldviertel     | 379    |
| 16.12.2024                                                      | 17:30 | UVC Holding Graz                 | 3:0 (25:20, 25:17, 25:14)               | VBK Wörther-See-Löwen Klagenfurt | bd.    |
| 16.12.2023                                                      | 19:00 | TJ Sokol V/Post SV Wien          | 0:3 (17:25, 17:25, 19:25)               | TSV Raiffeisen Hartberg          | 142    |
| 13. KOLEJKA                                                     |       |                                  |                                         |                                  |        |
| 17.01.2024                                                      | 19:00 | VBC TLC Weiz                     | 0:3 (15:25, 24:26, 15:25)               | UVC Holding Graz                 | 34     |
| 6.01.2024                                                       | 18:00 | Hypo Tirol Volleyballteam        | 3:0 (25:20, 25:17, 27:25)               | SK Zadruga Aich/Dob              | 600    |
| 14.01.2024                                                      | 16:30 | VBK Wörther-See-Löwen Klagenfurt | 1:3 (20:25, 18:25, 28:26, 17:25)        | TJ Sokol V/Post SV Wien          | 180    |
| 17.01.2024                                                      | 18:30 | TSV Raiffeisen Hartberg          | 3:1 (25:19, 25:13, 19:25, 25:19)        | UVC McDonalds Ried/Innkreis      | 133    |
| 10.01.2024                                                      | 19:00 | Union Raiffeisen Waldviertel     | 3:2 (21:25, 20:25, 25:22, 25:16, 17:15) | VCA Amstetten Niederösterreich   | 264    |
| 14. KOLEJKA                                                     |       |                                  |                                         |                                  |        |
| 13.01.2024                                                      | 19:00 | TJ Sokol V/Post SV Wien          | 3:2 (25:23, 15:25, 18:25, 25:20, 15:11) | Union Raiffeisen Waldviertel     | 98     |
| 13.01.2024                                                      | 18:30 | VCA Amstetten Niederösterreich   | 2:3 (25:18, 21:25, 23:25, 25:21, 15:17) | VBK Wörther-See-Löwen Klagenfurt | bd.    |
| 13.01.2024                                                      | 19:30 | VBC TLC Weiz                     | 2:3 (21:25, 26:24, 25:23, 16:25, 14:16) | UVC McDonalds Ried/Innkreis      | 212    |
| 14.01.2024                                                      | 15:30 | UVC Holding Graz                 | 2:3 (25:23, 25:22, 15:25, 23:25, 15:17) | Hypo Tirol Volleyballteam        | 223    |
| 13.01.2024                                                      | 19:00 | SK Zadruga Aich/Dob              | 2:3 (25:19, 25:21, 22:25, 23:25, 12:15) | TSV Raiffeisen Hartberg          | 412    |
| 15. KOLEJKA                                                     |       |                                  |                                         |                                  |        |
| 20.01.2024                                                      | 18:00 | UVC McDonalds Ried/Innkreis      | 3:1 (25:19, 25:16, 18:25, 25:22)        | VBK Wörther-See-Löwen Klagenfurt | 270    |
| 20.01.2024                                                      | 18:00 | Hypo Tirol Volleyballteam        | 3:1 (25:15, 22:25, 25:18, 25:15)        | Union Raiffeisen Waldviertel     | 500    |
| 20.01.2024                                                      | 19:00 | TJ Sokol V/Post SV Wien          | 3:0 (25:20, 28:26, 25:19)               | VBC TLC Weiz                     | 211    |
| 5.02.2024                                                       | 20:15 | TSV Raiffeisen Hartberg          | 3:2 (25:18, 20:25, 25:27, 28:26, 15:8)  | UVC Holding Graz                 | 254    |
| 20.01.2024                                                      | 19:00 | SK Zadruga Aich/Dob              | 3:0 (25:14, 25:18, 25:20)               | VCA Amstetten Niederösterreich   | 275    |
| 16. KOLEJKA                                                     |       |                                  |                                         |                                  |        |
| 27.01.2024                                                      | 16:30 | TJ Sokol V/Post SV Wien          | 2:3 (25:22, 25:22, 18:25, 24:26, 13:15) | Hypo Tirol Volleyballteam        | 137    |
| 27.01.2024                                                      | 19:00 | SK Zadruga Aich/Dob              | 3:0 (25:14, 25:21, 25:15)               | VBK Wörther-See-Löwen Klagenfurt | 392    |
| 27.01.2024                                                      | 18:30 | VCA Amstetten Niederösterreich   | 3:1 (25:21, 19:25, 30:28, 25:22)        | TSV Raiffeisen Hartberg          | 50     |
| 27.01.2024                                                      | 19:00 | UVC Holding Graz                 | 1:3 (29:27, 15:25, 23:25, 21:25)        | UVC McDonalds Ried/Innkreis      | 496    |
| 27.01.2024                                                      | 19:00 | Union Raiffeisen Waldviertel     | 3:0 (25:21, 25:12, 25:23)               | VBC TLC Weiz                     | 586    |
| 17. KOLEJKA                                                     |       |                                  |                                         |                                  |        |
| 3.02.2024                                                       | 19:00 | Union Raiffeisen Waldviertel     | 3:0 (26:24, 25:18, 25:22)               | UVC Holding Graz                 | 592    |
| 3.02.2024                                                       | 19:00 | TJ Sokol V/Post SV Wien          | 3:1 (25:19, 17:25, 25:20, 25:18)        | VCA Amstetten Niederösterreich   | 189    |
| 3.02.2024                                                       | 18:00 | Hypo Tirol Volleyballteam        | 3:0 (25:22, 25:22, 25:17)               | VBK Wörther-See-Löwen Klagenfurt | 300    |
| 3.02.2024                                                       | 19:00 | VBC TLC Weiz                     | 0:3 (10:25, 11:25, 18:25)               | TSV Raiffeisen Hartberg          | 111    |
| 3.02.2024                                                       | 18:00 | UVC McDonalds Ried/Innkreis      | 0:3 (24:26, 26:28, 20:25)               | SK Zadruga Aich/Dob              | 550    |
| 18. KOLEJKA                                                     |       |                                  |                                         |                                  |        |
| 10.02.2024                                                      | 16:30 | VBK Wörther-See-Löwen Klagenfurt | 2:3 (25:17, 25:27, 25:21, 20:25, 13:15) | Union Raiffeisen Waldviertel     | 123    |
| 11.02.2024                                                      | 16:00 | UVC Holding Graz                 | 0:3 (17:25, 19:25, 19:25)               | TJ Sokol V/Post SV Wien          | 281    |
| 10.02.2024                                                      | 18:30 | VCA Amstetten Niederösterreich   | 1:3 (27:29, 11:25, 25:23, 23:25)        | UVC McDonalds Ried/Innkreis      | bd.    |
| 11.02.2024                                                      | 16:00 | TSV Raiffeisen Hartberg          | 1:3 (12:25, 20:25, 25:22, 20:25)        | Hypo Tirol Volleyballteam        | bd.    |
| 10.02.2024                                                      | 19:00 | SK Zadruga Aich/Dob              | 3:1 (24:26, 25:18, 25:18, 25:14)        | VBC TLC Weiz                     | 304    |
| Wszystkie godziny według czasu lokalnego (UTC+1/UTC+2). Źródło: |       |                                  |                                         |                                  |        |

### Tabela
| Lp.                           | Drużyna                          | Pkt | Mecze | Mecze | Mecze | Rodzaj wyniku | Rodzaj wyniku | Rodzaj wyniku | Rodzaj wyniku | Rodzaj wyniku | Rodzaj wyniku | Sety | Sety | Sety  | Małe punkty | Małe punkty | Małe punkty |
| Lp.                           | Drużyna                          | Pkt | M     | W     | P     | 3:0           | 3:1           | 3:2           | 2:3           | 1:3           | 0:3           | wyg. | prz. | stos. | zdob.       | str.        | stos.       |
| ----------------------------- | -------------------------------- | --- | ----- | ----- | ----- | ------------- | ------------- | ------------- | ------------- | ------------- | ------------- | ---- | ---- | ----- | ----------- | ----------- | ----------- |
| 1                             | Hypo Tirol Volleyballteam        | 50  | 18    | 18    | 0     | 10            | 4             | 4             | 0             | 0             | 0             | 54   | 12   | 4.5   | 1579        | 1270        | 1.24        |
| 2                             | TSV Raiffeisen Hartberg          | 42  | 18    | 14    | 4     | 8             | 4             | 2             | 2             | 2             | 0             | 48   | 20   | 2.4   | 1578        | 1390        | 1.14        |
| 3                             | Union Raiffeisen Waldviertel     | 36  | 18    | 13    | 5     | 6             | 2             | 5             | 2             | 2             | 1             | 45   | 27   | 1.67  | 1590        | 1524        | 1.04        |
| 4                             | SK Zadruga Aich/Dob              | 36  | 18    | 12    | 6     | 9             | 2             | 1             | 1             | 1             | 4             | 39   | 22   | 1.77  | 1409        | 1296        | 1.09        |
| 5                             | UVC Holding Graz                 | 29  | 18    | 9     | 9     | 7             | 2             | 0             | 2             | 3             | 4             | 34   | 29   | 1.17  | 1419        | 1402        | 1.01        |
| 6                             | UVC McDonalds Ried/Innkreis      | 27  | 18    | 9     | 9     | 3             | 5             | 1             | 1             | 1             | 7             | 30   | 34   | 0.88  | 1420        | 1444        | 0.98        |
| 7                             | TJ Sokol V/Post SV Wien          | 25  | 18    | 8     | 10    | 2             | 4             | 2             | 3             | 2             | 5             | 32   | 38   | 0.84  | 1529        | 1547        | 0.99        |
| 8                             | VCA Amstetten Niederösterreich   | 11  | 18    | 3     | 15    | 1             | 1             | 1             | 3             | 4             | 8             | 19   | 48   | 0.4   | 1409        | 1582        | 0.89        |
| 9                             | VBK Wörther-See-Löwen Klagenfurt | 9   | 18    | 3     | 15    | 2             | 0             | 1             | 1             | 5             | 9             | 16   | 47   | 0.34  | 1324        | 1481        | 0.89        |
| 10                            | VBC TLC Weiz                     | 5   | 18    | 1     | 17    | 0             | 1             | 0             | 2             | 5             | 10            | 12   | 52   | 0.23  | 1247        | 1568        | 0.8         |
| Legenda: faza play-off baraże |                                  |     |       |       |       |               |               |               |               |               |               |      |      |       |             |             |             |

Źródło: 
Punktacja: 3:0 i 3:1 – 3 pkt; 3:2 – 2 pkt; 2:3 – 1 pkt; 1:3 i 0:3 – 0 pkt
Zasady ustalania kolejności: 1. liczba punktów; 2. liczba zwycięstw; 3. stosunek setów; 4. stosunek małych punktów; 5. bilans w bezpośrednich meczach

## Faza play-off
Wszystkie godziny według czasu lokalnego (UTC+1/UTC+2).

### Drabinka
|  |              |                                |              |                              |              |   |   |                           |                     |                     |                     |                     |                              |                              |                              |                              |                              |                    |                    |                    |                    |                    |        |        |        |
|  | Ćwierćfinały | Ćwierćfinały                   | Ćwierćfinały | Ćwierćfinały                 | Ćwierćfinały |   |   | Półfinały                 | Półfinały           | Półfinały           | Półfinały           | Półfinały           | Półfinały                    | Półfinały                    |                              |                              | Finały                       | Finały             | Finały             | Finały             | Finały             | Finały             | Finały | Finały | Finały |
|  | Ćwierćfinały | Ćwierćfinały                   | Ćwierćfinały | Ćwierćfinały                 | Ćwierćfinały |   |   | Półfinały                 | Półfinały           | Półfinały           | Półfinały           | Półfinały           | Półfinały                    | Półfinały                    |                              |                              | Finały                       | Finały             | Finały             | Finały             | Finały             | Finały             | Finały | Finały | Finały |
|  |              |                                |              |                              |              |   |   |                           |                     |                     |                     |                     |                              |                              |                              |                              |                              |                    |                    |                    |                    |                    |        |        |        |
|  |              |                                |              |                              |              |   |   |                           |                     |                     |                     |                     |                              |                              |                              |                              |                              |                    |                    |                    |                    |                    |        |        |        |
|  | 1            | Hypo Tirol Volleyballteam      | 3            | 3                            |              |   |   |                           |                     |                     |                     |                     |                              |                              |                              |                              |                              |                    |                    |                    |                    |                    |        |        |        |
|  | 1            | Hypo Tirol Volleyballteam      | 3            | 3                            |              |   |   |                           |                     |                     |                     |                     |                              |                              |                              |                              |                              |                    |                    |                    |                    |                    |        |        |        |
|  | 8            | VCA Amstetten Niederösterreich | 0            | 0                            |              |   |   |                           |                     |                     |                     |                     |                              |                              |                              |                              |                              |                    |                    |                    |                    |                    |        |        |        |
|  | 8            | VCA Amstetten Niederösterreich | 0            | 0                            |              |   | 1 | Hypo Tirol Volleyballteam | 2                   | 3                   | 3                   | 3                   |                              |                              |                              |                              |                              |                    |                    |                    |                    |                    |        |        |        |
|  |              |                                |              |                              |              |   | 1 | Hypo Tirol Volleyballteam | 2                   | 3                   | 3                   | 3                   |                              |                              |                              |                              |                              |                    |                    |                    |                    |                    |        |        |        |
|  |              |                                | 4            | SK Zadruga Aich/Dob          | 3            | 1 | 1 | 2                         |                     |                     |                     |                     |                              |                              |                              |                              |                              |                    |                    |                    |                    |                    |        |        |        |
|  | 4            | SK Zadruga Aich/Dob            | 4            | SK Zadruga Aich/Dob          | 3            | 1 | 1 | 2                         | 3                   | 3                   |                     |                     |                              |                              |                              |                              |                              |                    |                    |                    |                    |                    |        |        |        |
|  | 4            | SK Zadruga Aich/Dob            |              |                              |              |   |   |                           |                     |                     |                     |                     |                              |                              |                              |                              |                              |                    |                    |                    |                    |                    |        |        |        |
|  | 5            | UVC Holding Graz               | 0            | 0                            |              |   |   |                           |                     |                     |                     |                     |                              |                              |                              |                              |                              |                    |                    |                    |                    |                    |        |        |        |
|  | 5            | UVC Holding Graz               | 0            | 0                            |              |   | 1 | Hypo Tirol Volleyballteam | 3                   | 3                   | 3                   | 3                   |                              |                              |                              |                              |                              |                    |                    |                    |                    |                    |        |        |        |
|  |              |                                |              |                              |              |   |   |                           |                     |                     |                     |                     |                              |                              |                              |                              |                              |                    |                    |                    |                    |                    |        |        |        |
|  |              |                                | 2            | TSV Raiffeisen Hartberg      | 2            | 0 | 1 | 0                         |                     |                     |                     |                     |                              |                              |                              |                              |                              |                    |                    |                    |                    |                    |        |        |        |
|  | 2            | TSV Raiffeisen Hartberg        | 2            | TSV Raiffeisen Hartberg      | 2            | 0 | 1 | 0                         | 3                   | 3                   |                     |                     |                              |                              |                              |                              |                              |                    |                    |                    |                    |                    |        |        |        |
|  | 2            | TSV Raiffeisen Hartberg        |              |                              |              |   |   |                           |                     |                     |                     |                     |                              |                              |                              |                              |                              |                    |                    |                    |                    |                    |        |        |        |
|  | 7            | TJ Sokol V/Post SV Wien        | 0            | 1                            |              |   |   |                           |                     |                     |                     |                     |                              |                              |                              |                              |                              |                    |                    |                    |                    |                    |        |        |        |
|  | 7            | TJ Sokol V/Post SV Wien        | 0            | 1                            |              |   | 2 | TSV Raiffeisen Hartberg   | 3                   | 3                   | 3                   |                     |                              | Mecze o 3. miejsce           | Mecze o 3. miejsce           | Mecze o 3. miejsce           | Mecze o 3. miejsce           | Mecze o 3. miejsce | Mecze o 3. miejsce | Mecze o 3. miejsce | Mecze o 3. miejsce | Mecze o 3. miejsce |        |        |        |
|  |              |                                |              |                              |              |   | 2 | TSV Raiffeisen Hartberg   | 3                   | 3                   | 3                   |                     |                              | Mecze o 3. miejsce           | Mecze o 3. miejsce           | Mecze o 3. miejsce           | Mecze o 3. miejsce           | Mecze o 3. miejsce | Mecze o 3. miejsce | Mecze o 3. miejsce | Mecze o 3. miejsce | Mecze o 3. miejsce |        |        |        |
|  |              |                                | 3            | Union Raiffeisen Waldviertel | 0            | 0 | 0 |                           |                     |                     |                     |                     |                              |                              |                              |                              |                              |                    |                    |                    |                    |                    |        |        |        |
|  | 3            | Union Raiffeisen Waldviertel   | 3            | Union Raiffeisen Waldviertel | 0            | 0 | 0 | 1                         | 3                   | 3                   |                     |                     |                              |                              |                              |                              |                              |                    |                    |                    |                    |                    |        |        |        |
|  | 3            | Union Raiffeisen Waldviertel   |              |                              |              |   |   |                           |                     |                     |                     | 3                   | Union Raiffeisen Waldviertel | Union Raiffeisen Waldviertel | Union Raiffeisen Waldviertel | Union Raiffeisen Waldviertel | Union Raiffeisen Waldviertel | 3                  | 2                  | 0                  |                    |                    |        |        |        |
|  | 6            | UVC McDonalds Ried/Innkreis    | 3            | 1                            | 0            |   |   |                           |                     |                     |                     | 3                   | Union Raiffeisen Waldviertel | Union Raiffeisen Waldviertel | Union Raiffeisen Waldviertel | Union Raiffeisen Waldviertel | Union Raiffeisen Waldviertel | 3                  | 2                  | 0                  |                    |                    |        |        |        |
|  | 6            | UVC McDonalds Ried/Innkreis    | 3            | 1                            | 0            |   |   | 4                         | SK Zadruga Aich/Dob | SK Zadruga Aich/Dob | SK Zadruga Aich/Dob | SK Zadruga Aich/Dob | SK Zadruga Aich/Dob          | 2                            | 3                            | 3                            |                              |                    |                    |                    |                    |                    |        |        |        |
|  |              |                                |              |                              |              |   |   | 4                         | SK Zadruga Aich/Dob | SK Zadruga Aich/Dob | SK Zadruga Aich/Dob | SK Zadruga Aich/Dob | SK Zadruga Aich/Dob          | 2                            | 3                            | 3                            |                              |                    |                    |                    |                    |                    |        |        |        |

|  |                     |                                |                     |                             |                     |                    |   |                    |                    |                    |                    |                    |
|  | Mecze o miejsca 5-8 | Mecze o miejsca 5-8            | Mecze o miejsca 5-8 | Mecze o miejsca 5-8         | Mecze o miejsca 5-8 |                    |   | Mecze o 5. miejsce | Mecze o 5. miejsce | Mecze o 5. miejsce | Mecze o 5. miejsce | Mecze o 5. miejsce |
|  | Mecze o miejsca 5-8 | Mecze o miejsca 5-8            | Mecze o miejsca 5-8 | Mecze o miejsca 5-8         | Mecze o miejsca 5-8 |                    |   | Mecze o 5. miejsce | Mecze o 5. miejsce | Mecze o 5. miejsce | Mecze o 5. miejsce | Mecze o 5. miejsce |
|  |                     |                                |                     |                             |                     |                    |   |                    |                    |                    |                    |                    |
|  |                     |                                |                     |                             |                     |                    |   |                    |                    |                    |                    |                    |
|  | 5                   | UVC Holding Graz               | 3                   | 3                           | 6                   |                    |   |                    |                    |                    |                    |                    |
|  | 5                   | UVC Holding Graz               | 3                   | 3                           | 6                   |                    |   |                    |                    |                    |                    |                    |
|  | 8                   | VCA Amstetten Niederösterreich | 1                   | 0                           | 0                   |                    |   |                    |                    |                    |                    |                    |
|  | 8                   | VCA Amstetten Niederösterreich | 1                   | 0                           | 0                   |                    |   | 5                  | UVC Holding Graz   | 3                  | 3                  | 6                  |
|  |                     |                                |                     |                             |                     |                    |   | 5                  | UVC Holding Graz   | 3                  | 3                  | 6                  |
|  |                     |                                | 6                   | UVC McDonalds Ried/Innkreis | 1                   | 0                  | 0 |                    |                    |                    |                    |                    |
|  | 6                   | UVC McDonalds Ried/Innkreis    | 6                   | UVC McDonalds Ried/Innkreis | 1                   | 0                  | 0 | 2                  | 3                  | 4                  |                    |                    |
|  | 6                   | UVC McDonalds Ried/Innkreis    |                     |                             |                     |                    |   |                    |                    | 4                  |                    |                    |
|  | 7                   | TJ Sokol V/Post SV Wien        | 3                   | 1                           | 1                   |                    |   |                    |                    |                    |                    |                    |
|  | 7                   | TJ Sokol V/Post SV Wien        | 3                   | 1                           | 1                   | Mecze o 7. miejsce |   |                    |                    |                    |                    |                    |
|  |                     |                                |                     |                             |                     |                    |   |                    |                    |                    |                    |                    |
|  |                     |                                |                     |                             |                     |                    |   |                    |                    |                    |                    |                    |
|  |                     |                                |                     |                             |                     |                    |   |                    |                    |                    |                    |                    |
|  | 7                   | TJ Sokol V/Post SV Wien        | 3                   | 3                           | 6                   |                    |   |                    |                    |                    |                    |                    |
|  | 7                   | TJ Sokol V/Post SV Wien        | 3                   | 3                           | 6                   |                    |   |                    |                    |                    |                    |                    |
|  | 8                   | VCA Amstetten Niederösterreich | 1                   | 1                           | 0                   |                    |   |                    |                    |                    |                    |                    |
|  | 8                   | VCA Amstetten Niederösterreich | 1                   | 1                           | 0                   |                    |   |                    |                    |                    |                    |                    |

### I runda

#### Ćwierćfinały
Format: do dwóch zwycięstw
| Data                             | Godz.                            | Gospodarz                        | Rezultat                         | Gość                               | Widzów                             |
| -------------------------------- | -------------------------------- | -------------------------------- | -------------------------------- | ---------------------------------- | ---------------------------------- |
| Hypo Tirol Volleyballteam (1)    | Hypo Tirol Volleyballteam (1)    | Hypo Tirol Volleyballteam (1)    | 2 – 0                            | (8) VCA Amstetten Niederösterreich | (8) VCA Amstetten Niederösterreich |
| 25.02.2024                       | 17:00                            | VCA Amstetten Niederösterreich   | 0:3 (0:25, 0:25, 0:25)           | Hypo Tirol Volleyballteam          | —                                  |
| 2.03.2024                        | 19:30                            | Hypo Tirol Volleyballteam        | 3:0 (25:14, 25:15, 25:15)        | VCA Amstetten Niederösterreich     | 450                                |
| SK Zadruga Aich/Dob (4)          | SK Zadruga Aich/Dob (4)          | SK Zadruga Aich/Dob (4)          | 2 – 0                            | (5) UVC Holding Graz               | (5) UVC Holding Graz               |
| 18.02.2024                       | 18:30                            | UVC Holding Graz                 | 0:3 (20:25, 15:25, 19:25)        | SK Zadruga Aich/Dob                | 214                                |
| 2.03.2024                        | 19:00                            | SK Zadruga Aich/Dob              | 3:0 (30:28, 25:18, 29:27)        | UVC Holding Graz                   | 423                                |
| TSV Raiffeisen Hartberg (2)      | TSV Raiffeisen Hartberg (2)      | TSV Raiffeisen Hartberg (2)      | 2 – 0                            | (7) TJ Sokol V/Post SV Wien        | (7) TJ Sokol V/Post SV Wien        |
| 17.02.2024                       | 19:00                            | TJ Sokol V/Post SV Wien          | 0:3 (21:25, 17:25, 21:25)        | TSV Raiffeisen Hartberg            | 311                                |
| 2.03.2024                        | 18:00                            | TSV Raiffeisen Hartberg          | 3:1 (25:22, 25:27, 25:20, 25:19) | TJ Sokol V/Post SV Wien            | bd.                                |
| Union Raiffeisen Waldviertel (3) | Union Raiffeisen Waldviertel (3) | Union Raiffeisen Waldviertel (3) | 2 – 1                            | (6) UVC McDonalds Ried/Innkreis    | (6) UVC McDonalds Ried/Innkreis    |
| 17.02.2024                       | 18:00                            | UVC McDonalds Ried/Innkreis      | 3:1 (34:32, 22:25, 25:15, 25:21) | Union Raiffeisen Waldviertel       | 640                                |
| 2.03.2024                        | 19:00                            | Union Raiffeisen Waldviertel     | 3:1 (25:20, 26:24, 15:25, 25:22) | UVC McDonalds Ried/Innkreis        | 784                                |
| 3.03.2024                        | 17:00                            | Union Raiffeisen Waldviertel     | 3:0 (30:28, 33:31, 25:21)        | UVC McDonalds Ried/Innkreis        | 542                                |

Źródło: 

### II runda

#### Półfinały
Format: do trzech zwycięstw
| Data                          | Godz.                         | Gospodarz                     | Rezultat                                | Gość                             | Widzów                           |
| ----------------------------- | ----------------------------- | ----------------------------- | --------------------------------------- | -------------------------------- | -------------------------------- |
| Hypo Tirol Volleyballteam (1) | Hypo Tirol Volleyballteam (1) | Hypo Tirol Volleyballteam (1) | 3 – 1                                   | (4) SK Zadruga Aich/Dob          | (4) SK Zadruga Aich/Dob          |
| 7.03.2024                     | 18:00                         | SK Zadruga Aich/Dob           | 3:2 (25:27, 25:17, 23:25, 25:21, 15:13) | Hypo Tirol Volleyballteam        | 625                              |
| 13.03.2024                    | 19:00                         | Hypo Tirol Volleyballteam     | 3:1 (25:23, 25:18, 24:26, 26:24)        | SK Zadruga Aich/Dob              | 800                              |
| 20.03.2024                    | 19:00                         | Hypo Tirol Volleyballteam     | 3:1 (21:25, 25:20, 26:24, 25:18)        | SK Zadruga Aich/Dob              | 811                              |
| 23.03.2024                    | 19:00                         | SK Zadruga Aich/Dob           | 2:3 (28:26, 25:19, 13:25, 18:25, 19:21) | Hypo Tirol Volleyballteam        | 1246                             |
| TSV Raiffeisen Hartberg (2)   | TSV Raiffeisen Hartberg (2)   | TSV Raiffeisen Hartberg (2)   | 3 – 0                                   | (3) Union Raiffeisen Waldviertel | (3) Union Raiffeisen Waldviertel |
| 14.03.2024                    | 19:30                         | TSV Raiffeisen Hartberg       | 3:0 (25:21, 26:24, 25:10)               | Union Raiffeisen Waldviertel     | bd.                              |
| 16.03.2024                    | 19:00                         | Union Raiffeisen Waldviertel  | 0:3 (21:25, 17:25, 13:25)               | TSV Raiffeisen Hartberg          | 502                              |
| 20.03.2024                    | 19:30                         | TSV Raiffeisen Hartberg       | 3:0 (25:23, 25:20, 25:16)               | Union Raiffeisen Waldviertel     | 450                              |

Źródło: 

#### Mecze o miejsca 5-8
Format: dwumecz z ewentualnym złotym setem
Punktacja: 3:0 i 3:1 – 3 pkt; 3:2 – 2 pkt; 2:3 – 1 pkt; 1:3 i 0:3 – 0 pkt
| Data                            | Godz.                           | Gospodarz                       | Rezultat                               | Gość                               | Widzów                             |
| ------------------------------- | ------------------------------- | ------------------------------- | -------------------------------------- | ---------------------------------- | ---------------------------------- |
| UVC Holding Graz (5)            | UVC Holding Graz (5)            | UVC Holding Graz (5)            | 6 – 0                                  | (8) VCA Amstetten Niederösterreich | (8) VCA Amstetten Niederösterreich |
| 20.03.2024                      | 19:00                           | VCA Amstetten Niederösterreich  | 1:3 (21:25, 25:22, 19:25, 14:25)       | UVC Holding Graz                   | 17                                 |
| 23.03.2024                      | 15:00                           | UVC Holding Graz                | 3:0 (25:18, 25:18, 25:9)               | VCA Amstetten Niederösterreich     | 275                                |
| UVC McDonalds Ried/Innkreis (6) | UVC McDonalds Ried/Innkreis (6) | UVC McDonalds Ried/Innkreis (6) | 4 – 2                                  | (7) TJ Sokol V/Post SV Wien        | (7) TJ Sokol V/Post SV Wien        |
| 16.03.2024                      | 17:00                           | UVC McDonalds Ried/Innkreis     | 2:3 (28:30, 20:25, 25:14, 25:17, 7:15) | TJ Sokol V/Post SV Wien            | 300                                |
| 23.03.2024                      | 19:00                           | TJ Sokol V/Post SV Wien         | 1:3 (23:25, 20:25, 25:17, 22:25)       | UVC McDonalds Ried/Innkreis        | bd.                                |

Źródło: 

### III runda

#### Finały
Format: do czterech zwycięstw
| Data                          | Godz.                         | Gospodarz                     | Rezultat                               | Gość                        | Widzów                      |
| ----------------------------- | ----------------------------- | ----------------------------- | -------------------------------------- | --------------------------- | --------------------------- |
| Hypo Tirol Volleyballteam (1) | Hypo Tirol Volleyballteam (1) | Hypo Tirol Volleyballteam (1) | 4 – 0                                  | (2) TSV Raiffeisen Hartberg | (2) TSV Raiffeisen Hartberg |
| 10.04.2024                    | 20:20                         | Hypo Tirol Volleyballteam     | 3:2 (25:18, 25:20, 17:25, 19:25, 15:7) | TSV Raiffeisen Hartberg     | 735                         |
| 14.04.2024                    | 20:20                         | TSV Raiffeisen Hartberg       | 0:3 (23:25, 17:25, 16:25)              | Hypo Tirol Volleyballteam   | bd.                         |
| 17.04.2024                    | 20:20                         | Hypo Tirol Volleyballteam     | 3:1 (25:19, 16:25, 25:23, 25:22)       | TSV Raiffeisen Hartberg     | 900                         |
| 20.04.2024                    | 20:35                         | TSV Raiffeisen Hartberg       | 0:3 (21:25, 19:25, 19:25)              | Hypo Tirol Volleyballteam   | 451                         |

Źródło: 

#### Mecze o 3. miejsce
Format: do dwóch zwycięstw
| Data                             | Godz.                            | Gospodarz                        | Rezultat                                | Gość                         | Widzów                  |
| -------------------------------- | -------------------------------- | -------------------------------- | --------------------------------------- | ---------------------------- | ----------------------- |
| Union Raiffeisen Waldviertel (3) | Union Raiffeisen Waldviertel (3) | Union Raiffeisen Waldviertel (3) | 1 – 2                                   | (4) SK Zadruga Aich/Dob      | (4) SK Zadruga Aich/Dob |
| 13.04.2024                       | 19:00                            | Union Raiffeisen Waldviertel     | 3:2 (30:28, 25:23, 21:25, 18:25, 15:11) | SK Zadruga Aich/Dob          | 582                     |
| 20.04.2024                       | 19:00                            | SK Zadruga Aich/Dob              | 3:2 (25:17, 25:20, 22:25, 24:26, 15:10) | Union Raiffeisen Waldviertel | 419                     |
| 27.04.2024                       | 19:00                            | Union Raiffeisen Waldviertel     | 0:3 (23:25, 24:26, 19:25)               | SK Zadruga Aich/Dob          | 689                     |

Źródło: 

#### Mecze o 5. miejsce
Format: dwumecz z ewentualnym złotym setem
Punktacja: 3:0 i 3:1 – 3 pkt; 3:2 – 2 pkt; 2:3 – 1 pkt; 1:3 i 0:3 – 0 pkt
| Data                 | Godz.                | Gospodarz                   | Rezultat                         | Gość                            | Widzów                          |
| -------------------- | -------------------- | --------------------------- | -------------------------------- | ------------------------------- | ------------------------------- |
| UVC Holding Graz (5) | UVC Holding Graz (5) | UVC Holding Graz (5)        | 6 – 0                            | (6) UVC McDonalds Ried/Innkreis | (6) UVC McDonalds Ried/Innkreis |
| 13.04.2024           | 17:30                | UVC McDonalds Ried/Innkreis | 1:3 (21:25, 23:25, 25:23, 15:25) | UVC Holding Graz                | 400                             |
| 20.04.2024           | 19:00                | UVC Holding Graz            | 3:0 (25:17, 25:21, 25:19)        | UVC McDonalds Ried/Innkreis     | 256                             |

Źródło: 

#### Mecze o 7. miejsce
Format: dwumecz z ewentualnym złotym setem
Punktacja: 3:0 i 3:1 – 3 pkt; 3:2 – 2 pkt; 2:3 – 1 pkt; 1:3 i 0:3 – 0 pkt
| Data                        | Godz.                       | Gospodarz                      | Rezultat                         | Gość                               | Widzów                             |
| --------------------------- | --------------------------- | ------------------------------ | -------------------------------- | ---------------------------------- | ---------------------------------- |
| TJ Sokol V/Post SV Wien (7) | TJ Sokol V/Post SV Wien (7) | TJ Sokol V/Post SV Wien (7)    | 6 – 0                            | (8) VCA Amstetten Niederösterreich | (8) VCA Amstetten Niederösterreich |
| 13.04.2024                  | 18:00                       | VCA Amstetten Niederösterreich | 1:3 (25:27, 25:23, 15:25, 18:25) | TJ Sokol V/Post SV Wien            | 35                                 |
| 20.04.2024                  | 19:00                       | TJ Sokol V/Post SV Wien        | 3:1 (27:25, 22:25, 25:23, 25:21) | VCA Amstetten Niederösterreich     | bd.                                |

Źródło: 

## Klasyfikacja końcowa
| Poz. | Drużyna                          |
| ---- | -------------------------------- |
| 1.   | Hypo Tirol Volleyballteam        |
| 2.   | TSV Raiffeisen Hartberg          |
| 3.   | SK Zadruga Aich/Dob              |
| 4.   | Union Raiffeisen Waldviertel     |
| 5.   | UVC Holding Graz                 |
| 6.   | UVC McDonalds Ried/Innkreis      |
| 7.   | TJ Sokol V/Post SV Wien          |
| 8.   | VCA Amstetten Niederösterreich   |
| 9.   | VBK Wörther-See-Löwen Klagenfurt |
| 10.  | VBC TLC Weiz                     |

Legenda:
     eliminacje Ligi Mistrzów 2023/2024
     Puchar CEV 2023/2024
     Puchar Challenge 2023/2024
     baraże

## Baraże

### Uczestnicy
| Drużyna                           | Wynik w sezonie 2023/2024                                       |
| --------------------------------- | --------------------------------------------------------------- |
| VBK Wörther-See-Löwen Klagenfurt  | 9. miejsce w powerfusion Volley League                          |
| VBC TLC Weiz                      | 10. miejsce w powerfusion Volley League                         |
| Sportunion z+p St. Pölten         | 1. miejsce w fazie zasadniczej grupy 1 Austrian Volley League 2 |
| Oberbank Steelvolleys Linz/Steg   | 2. miejsce w fazie zasadniczej grupy 1 Austrian Volley League 2 |
| VC Hausmannstätten                | 1. miejsce w fazie zasadniczej grupy 2 Austrian Volley League 2 |
| UNIONvolleys Bisamberg-Hollabrunn | 2. miejsce w fazie zasadniczej grupy 2 Austrian Volley League 2 |
| Źródło:                           |                                                                 |

### Tabela wyników
| Gospodarz \ Gość1                 | KLG | WEI | PÖL | HAU | LIN | BIS |
| --------------------------------- | --- | --- | --- | --- | --- | --- |
| VBK Wörther-See-Löwen Klagenfurt  | -   | 3:0 | 3:1 | 3:0 | 3:1 | 3:0 |
| VBC TLC Weiz                      | 0:3 | -   | 1:3 | 2:3 | 3:0 | 3:1 |
| Sportunion z+p St. Pölten         | 0:3 | 1:3 | -   | 3:0 | 3:2 | 3:1 |
| VC Hausmannstätten                | 2:3 | 0:3 | 0:3 | -   | 2:3 | 3:0 |
| Oberbank Steelvolleys Linz/Steg   | 2:3 | 0:3 | 0:3 | 3:0 | -   | 3:0 |
| UNIONvolleys Bisamberg-Hollabrunn | 0:3 | 3:1 | 0:3 | 3:1 | 3:0 | -   |

Źródło: 
1 Drużyna gospodarzy jest wymieniona po lewej stronie tabeli.
Kolory:
  zwycięstwo gospodarzy 3:0 lub 3:1
  zwycięstwo gospodarzy 3:2
  zwycięstwo gości 3:0 lub 3:1
  zwycięstwo gości 3:2

### Terminarz i wyniki spotkań
| Data                                                            | Godz. | Gospodarz                         | Rezultat                                | Gość                              |
| --------------------------------------------------------------- | ----- | --------------------------------- | --------------------------------------- | --------------------------------- |
| 30.09.2023                                                      | 16:30 | VBK Wörther-See-Löwen Klagenfurt  | 3:0 (27:25, 25:15, 25:11)               | VBC TLC Weiz                      |
| 26.10.2023                                                      | 19:00 | Sportunion z+p St. Pölten         | 3:2 (25:22, 25:22, 25:27, 23:25, 15:13) | Oberbank Steelvolleys Linz/Steg   |
| 4.11.2023                                                       | 19:30 | VC Hausmannstätten                | 3:0 (25:22, 27:25, 25:19)               | UNIONvolleys Bisamberg-Hollabrunn |
| 29.11.2023                                                      | 20:30 | VBC TLC Weiz                      | 0:3 (14:25, 17:25, 20:25)               | VBK Wörther-See-Löwen Klagenfurt  |
| 13.01.2024                                                      | 17:30 | Oberbank Steelvolleys Linz/Steg   | 0:3 (22:25, 21:25, 24:26)               | Sportunion z+p St. Pölten         |
| 20.01.2024                                                      | 16:00 | UNIONvolleys Bisamberg-Hollabrunn | 3:1 (23:25, 25:20, 25:19, 25:19)        | VC Hausmannstätten                |
| 17.02.2024                                                      | 19:00 | Oberbank Steelvolleys Linz/Steg   | 3:0 (25:19, 26:24, 25:19)               | VC Hausmannstätten                |
| 18.02.2024                                                      | 16:00 | VBK Wörther-See-Löwen Klagenfurt  | 3:0 (25:17, 25:14, 25:14)               | UNIONvolleys Bisamberg-Hollabrunn |
| 24.02.2024                                                      | 14:30 | UNIONvolleys Bisamberg-Hollabrunn | 0:3 (16:25, 25:27, 11:25)               | VBK Wörther-See-Löwen Klagenfurt  |
| 25.02.2024                                                      | 14:30 | VC Hausmannstätten                | 2:3 (25:18, 25:23, 22:25, 18:25, 10:15) | VBK Wörther-See-Löwen Klagenfurt  |
| 25.02.2024                                                      | 17:00 | Oberbank Steelvolleys Linz/Steg   | 0:3 (19:25, 23:25, 23:25)               | VBC TLC Weiz                      |
| 27.02.2024                                                      | 20:30 | VBC TLC Weiz                      | 2:3 (25:21, 20:25, 25:18, 19:25, 13:15) | VC Hausmannstätten                |
| 2.03.2024                                                       | 14:30 | UNIONvolleys Bisamberg-Hollabrunn | 3:0 (25:22, 25:20, 25:21)               | Oberbank Steelvolleys Linz/Steg   |
| 3.03.2024                                                       | 15:30 | VBK Wörther-See-Löwen Klagenfurt  | 3:1 (25:19, 21:25, 25:13, 25:19)        | Sportunion z+p St. Pölten         |
| 9.03.2024                                                       | 17:00 | VC Hausmannstätten                | 0:3 (21:25, 18:25, 20:25)               | Sportunion z+p St. Pölten         |
| 10.03.2024                                                      | 17:00 | Oberbank Steelvolleys Linz/Steg   | 3:0 (25:23, 25:15, 25:23)               | UNIONvolleys Bisamberg-Hollabrunn |
| 16.03.2024                                                      | 18:00 | VBK Wörther-See-Löwen Klagenfurt  | 3:1 (21:25, 25:23, 25:20, 25:18)        | Oberbank Steelvolleys Linz/Steg   |
| 16.03.2024                                                      | 19:00 | Sportunion z+p St. Pölten         | 3:0 (25:18, 25:21, 25:21)               | VC Hausmannstätten                |
| 16.03.2024                                                      | 19:00 | VBC TLC Weiz                      | 3:1 (23:25, 25:14, 25:19, 25:8)         | UNIONvolleys Bisamberg-Hollabrunn |
| 17.03.2024                                                      | 15:00 | UNIONvolleys Bisamberg-Hollabrunn | 0:3 (15:25, 24:26, 18:25)               | Sportunion z+p St. Pölten         |
| 22.03.2024                                                      | 20:00 | VBC TLC Weiz                      | 1:3 (29:31, 25:13, 19:25, 21:25)        | Sportunion z+p St. Pölten         |
| 22.03.2024                                                      | 20:00 | VBK Wörther-See-Löwen Klagenfurt  | 3:0 (25:14, 25:14, 25:15)               | VC Hausmannstätten                |
| 23.03.2024                                                      | 13:00 | VBC TLC Weiz                      | 3:0 (27:25, 26:24, 25:16)               | Oberbank Steelvolleys Linz/Steg   |
| 24.03.2024                                                      | 14:00 | VC Hausmannstätten                | 2:3 (25:20, 25:18, 26:28, 19:25, 10:15) | Oberbank Steelvolleys Linz/Steg   |
| 26.03.2024                                                      | 14:00 | VC Hausmannstätten                | 0:3 (18:25, 13:25, 22:25)               | VBC TLC Weiz                      |
| 6.04.2024                                                       | 19:00 | Sportunion z+p St. Pölten         | 0:3 (28:30, 20:25, 23:25)               | VBK Wörther-See-Löwen Klagenfurt  |
| 7.04.2024                                                       | 15:00 | Oberbank Steelvolleys Linz/Steg   | 2:3 (21:25, 25:20, 22:25, 25:15, 11:15) | VBK Wörther-See-Löwen Klagenfurt  |
| 13.04.2024                                                      | 19:00 | Sportunion z+p St. Pölten         | 1:3 (23:25, 15:25, 25:19, 20:25)        | VBC TLC Weiz                      |
| 14.04.2024                                                      | 17:00 | Sportunion z+p St. Pölten         | 3:1 (25:13, 25:19, 22:25, 25:13)        | UNIONvolleys Bisamberg-Hollabrunn |
| 20.04.2024                                                      | 17:30 | UNIONvolleys Bisamberg-Hollabrunn | 3:1 (25:15, 26:28, 25:17, 25:23)        | VBC TLC Weiz                      |
| Wszystkie godziny według czasu lokalnego (UTC+1/UTC+2). Źródło: |       |                                   |                                         |                                   |

### Tabela
| Lp.                                                                             | Drużyna                           | Pkt | Mecze | Mecze | Mecze | Rodzaj wyniku | Rodzaj wyniku | Rodzaj wyniku | Rodzaj wyniku | Rodzaj wyniku | Rodzaj wyniku | Sety | Sety | Sety  | Małe punkty | Małe punkty | Małe punkty |
| Lp.                                                                             | Drużyna                           | Pkt | M     | W     | P     | 3:0           | 3:1           | 3:2           | 2:3           | 1:3           | 0:3           | wyg. | prz. | stos. | zdob.       | str.        | stos.       |
| ------------------------------------------------------------------------------- | --------------------------------- | --- | ----- | ----- | ----- | ------------- | ------------- | ------------- | ------------- | ------------- | ------------- | ---- | ---- | ----- | ----------- | ----------- | ----------- |
| 1                                                                               | VBK Wörther-See-Löwen Klagenfurt  | 28  | 10    | 10    | 0     | 6             | 2             | 2             | 0             | 0             | 0             | 30   | 6    | 5     | 857         | 679         | 1.26        |
| 2                                                                               | Sportunion z+p St. Pölten         | 20  | 10    | 7     | 3     | 4             | 2             | 1             | 0             | 2             | 1             | 23   | 13   | 1.77  | 836         | 786         | 1.06        |
| 3                                                                               | VBC TLC Weiz                      | 16  | 10    | 5     | 5     | 3             | 2             | 0             | 1             | 2             | 2             | 19   | 17   | 1.12  | 801         | 783         | 1.02        |
| 4                                                                               | Oberbank Steelvolleys Linz/Steg   | 10  | 10    | 3     | 7     | 2             | 0             | 1             | 2             | 1             | 4             | 14   | 23   | 0.61  | 816         | 841         | 0.97        |
| 5                                                                               | UNIONvolleys Bisamberg-Hollabrunn | 9   | 10    | 3     | 7     | 1             | 2             | 0             | 0             | 2             | 5             | 11   | 23   | 0.48  | 691         | 804         | 0.86        |
| 6                                                                               | VC Hausmannstätten                | 7   | 10    | 2     | 8     | 1             | 0             | 1             | 2             | 1             | 5             | 11   | 26   | 0.42  | 746         | 854         | 0.87        |
| Legenda: powerfusion Volley League 2024/2025 Austrian Volley League 2 2024/2025 |                                   |     |       |       |       |               |               |               |               |               |               |      |      |       |             |             |             |

Źródło: 
Punktacja: 3:0 i 3:1 – 3 pkt; 3:2 – 2 pkt; 2:3 – 1 pkt; 1:3 i 0:3 – 0 pkt
Zasady ustalania kolejności: 1. liczba punktów; 2. liczba zwycięstw; 3. stosunek setów; 4. stosunek małych punktów; 5. bilans w bezpośrednich meczach